# Чуфистов, Иван Иванович
Ива́н Ива́нович Чуфи́стов (5 (17) января 1885, село Казачья Слобода, Тамбовская губерния — 15 марта 1968, село Казачья Слобода, Шацкий район, Рязанская область) — российский и советский артист цирка, борец. Победитель «международного чемпионата в Берлине», многократный победитель соревнований по борьбе, победитель турнира на звание «чемпиона мира среди профессионалов по французской борьбе (Петроград, 1915)». Один из лучших борцов своего времени. Особую известность получил, взяв реванш в 1924 году в схватке с борцом Иваном Поддубным, который после схватки сказал своему сопернику: «Эх, Ванька, не тебе я проиграл, а старости своей» (Ивану Максимовичу в тот год исполнилось уже 53 года, а Чуфистову только 39).

## Биография

### Юность
Родился в небольшом на то время селе Казачья Слобода, что граничит с городом Шацком. Родня по отцовской линии всегда отличалась особой силой, к примеру, гнули на спор подковы. Иван так же с малых лет отличался от сверстников своими физическими способностями, он уже в десять лет один мог пахать, удерживая плуг за лошадью. Местные церковные служащие обучили его грамоте. В шестнадцатилетнем возрасте он покидает родной дом, решив стать самостоятельным, и уезжает в Тамбов, где устраивается извозчиком. Затем переезжает в Воронеж и становится подмастерьем у столяра. Передвигается он в основном пешком и в 1903 году попадает в Одессу. В Одессе Чуфистов недолгое время работает на конке — (трамвае), где несколько лошадей тянут трамвайный вагон. Однажды, по свидетельству очевидцев, он смог один вручную затолкать вагон с пассажирами в гору, так как конская упряжь лопнула. Из-за большой силы имел проблемы с местными бандитами, которые хотели его вступления в свои ряды. После долгих уговоров они несколько раз пытались заставить силой, но справиться не смогли. В одном из нападений Чуфистов уложил на лопатки всех восьмерых нападавших. В 1908 году переезжает в Москву, где работает сначала дворником, затем грузчиком.

### Начало карьеры
В Москве Чуфистов случайно знакомится с известным атлетом Иваном Владимировичем Лебедевым, который являлся организатором чемпионатов французской борьбы и тренером по тяжёлой атлетике. Опытный Лебедев сразу разглядел в Иване колоссальные физические данные и уговорил его заняться борьбой. Позднее Лебедев так скажет о Чуфистове:

Пришёл в нагольном тулупчике и валенках из родной тамбовской деревни в Москву в конце 1900 года этот чернозёмный силач. Прошли годы, и стал Иван Чуфистов одним из лучших русских борцов, — к мужицкой чернозёмной силе прибавилась ловкость дикого зверя и техника европейского борца.

После недолгих тренировок состоялось его первое выступление в театре «Аквариум». Неопытный Чуфистов выступил против знаменитого борца, голландца Мариуса ван Риля, которому и проиграл. Но за достойный поединок заслужил симпатии зрителей.
В 1908 году на соревнованиях в Санкт-Петербурге, неожиданно для всех, за несколько минут побеждает 116-килограммового Сальваторе Бамбулу.
В 1912 году поступает в спортивную школу «Санитас», организатором и руководителем которой был атлет Людвиг Чаплинский. Для Ивана началась полноценная спортивная жизнь, каждое утро бег, плаванье, тяжёлая атлетика и борьба. Также он знакомится с теорией борьбы и профессиональными приёмами. В 1912 году у Чуфистова происходит первая крупная победа, он выигрывает у громадного серба Антоновича. Вскоре снова едет в Санкт-Петербург, где выступает в «Михайловском манеже». Чуфистов побеждает всех своих противников, среди которых известные на то время борцы: Георг Лурих, Ганс Шварц, Иван Спуль, Англио и финн Ивар Туомисто. К Чуфистову приходит известность, его приглашают на международные соревнования.
С Лебедевым Чуфистов часто посещает Одессу и в местном цирке знакомится с Леонидом Утёсовым, где тот подрабатывал. Вместе они часто разыгрывали публику. Из зала выходил крепкий парень (Чуфистов) и заявлял, что готов положить на лопатки всех заявленных в чемпионате борцов. Арбитр проходивших в цирке соревнований Ярославцев спрашивал кто он такой. На что Чуфистов отвечал: «Кондуктор из одесского депа». Зал незамедлительно требовал поединка, но Ярославцев, хорошо зная Чуфистова, отвечал, что сегодня схватки не будет, зато завтра против кондуктора (зрители тут же присваивали смельчаку псевдоним Кондукторов) будет выступать борец из Германии Шнейдер. Когда Кондукторов выходил из цирка, его тут же окружала толпа и подходил Утёсов. Сам Утёсов в автобиографической книге «Спасибо, сердце!» так описывает эти события: «Ваня, — говорил я с типичным молдавским акцентом, — ребята ждут тебя в депе. Идём, я покажу тебе пару приёмов. Бра руле и тур де бра. Ну и парад против обратного пояса. И ты их всех перешлёпаешь, как мешки», и они уходили.

### Первый титул и встреча с Поддубным
В 1913 году Иван Чуфистов едет на международный чемпионат по борьбе в Берлин. На ковре он встречается с известными борцами гигантом-австрийцем Лурихом, второй раз с финном Туомисто. К удивлению зрителей, неизвестный борец из России одного за другим побеждает всех участников чемпионата. Зал взревел. Изумлённый администратор подбежал к спортсмену и на плохом русском сказал ему: «О-ля-ля, ошень карош, сильный как шорт!» На что Чуфистов ответил: «Да у нас в Рязани много таких».
Одержав 50 побед подряд, Чуфистов в 1915 году решается выступить против легендарного силача Ивана Поддубного, но после длительной схватки проигрывает. Это было его первое поражение за шесть лет и одно из немногих в профессиональной карьере. Но уже через год, в петербургском «Луна-парке» на проходившем там соревновании он становится чемпионом мира по французской борьбе среди профессионалов. Самым тяжёлым поединком была встреча с финном Ивари Туомисто. Схватка продолжалась более двух часов, но победил Чуфистов. Это была третья встреча двух борцов и все три раза Чуфистов выигрывал в тяжёлых схватках. Туомисто также был одним из лучших борцов-профессионалов, вот как о нём отзывался первый наставник Чуфистова Лебедев:

Из лучших — лучший. В родной своей Финляндии — первое лицо, во всех чемпионатах — любимец публики. Борется, точно в шахматы играет: незаметно, что и как, а противнику — мат.

Также в этом чемпионате он одержал победу над: Н. Вахтуровым, И. Романовым, Я. Яго, А. Стерсом, К. Майсурадзе. В том же году журнал «Геркулес» за 1915 год пишет о Чуфистове:

…Громадное преимущество Чуфистова перед другими борцами — редкой силы костяк и великолепные сухожилия. Это — чернозёмный силач, так сказать богатырский мужик, одевший вместо сермяги борцовское трико. Чуфистов напоминает характером силы (не фигурой, конечно) Гришу Кащеева. Оденьте Чуфистова пахарем, поставьте за сохой и хоть рисуй с него молодого Микулу Селяниновича.

В эти же годы Чуфистов на арене цирка провёл необычную схватку. Его противниками выступили сразу две женщины — известные в то время силовые акробатки и женщины-борцы из Италии сёстры Тереза и Луиза Карлуччи. В ходе боя Чуфистов сумел тушировать на обе лопатки старшую сестру Терезу, а Луиза, не сумев ему помешать, покинула сцену.

### Революция и вторая встреча с Поддубным
В 1917 году произошла Октябрьская революция, и все соревнования временно прекратились. Чуфистову пришлось уйти из цирка, где он выступал с атлетическими номерами, и устроиться рабочим на механический, трубочный и гильзовый завод Барановского. Вскоре его выбирают депутатом Выборгского Совета Петрограда. В отряде Красной гвардии разоружает юнкеров. Затем через какое-то время уезжает в родное село и там избирается председателем сельсовета. На Родине он не прекращает заниматься спортом. В 1922 году вновь возвращается в Москву, в хорошей спортивной форме. Вновь выступает на цирковой арене, где удивляет зрителей необыкновенной силой, а также не перестаёт бороться.
Наконец, двумя годами позже, сбывается старая мечта Чуфистова: состоялся матч-реванш с Иваном Поддубным. Схватка произошла в Москве, во втором государственном цирке, и длилась 1 час 50 минут, в конце которой Поддубный оказался на лопатках. Надо признать, что к тому времени борцовская карьера Поддубного была близка к завершению, а Чуфистов, который был моложе его на 13 лет, находился на пике своей силы. Сам Поддубный после схватки сказал своему сопернику: «Эх, Ванька, не тебе я проиграл, а старости своей». Это было одно из очень редких поражений прославленного борца. Он на очень высоком уровне оценил силу и мастерство Чуфистова. По свидетельству очевидцев, Поддубный в тот вечер ушёл с арены в подавленном состоянии, а наутро пришёл в квартиру Чуфистова и трижды его поцеловал.

### Последние годы
Чуфистов продолжал выступать до 1941 года, выигрывая чемпионаты по французской борьбе. Многократно удивлял зрителей в цирке своей необыкновенной силой. Публика любила Чуфистова, ей нравился огромный, простодушный борец. В 55 лет он уходит из спорта и цирка и снова едет в родное село. Борьбой начинают заниматься трое его сыновей. На Родине избирается председателем в местном колхозе «Красная звезда». Часто удивлял односельчан могучей силой, в восьмидесятилетнем возрасте мог заплести «косичку» из стальных прутов. Умер Иван Иванович 15 марта 1968 года, в возрасте 83 лет. Похоронен на Старом Казачинском кладбище в селе Казачья Слобода вместе с супругой. Могила находится практически в центре кладбища в нескольких местах позади часовни.
В 1971 году на доме, где последние годы жил Иван Чуфистов, была установлена мемориальная доска, на которой написано: «Здесь жил депутат Выборгского районного Совета рабочих и солдатских депутатов г. Петрограда, участник установления Советской власти в Шацком уезде Иван Иванович Чуфистов».

### Семья
Дети:
- Василий
- Пётр
- Николай
- Мария
- Анастасия
- Анна
- Александра

### Антропометрические данные
- рост — 192 см,
- вес — 130 кг,
- окружность грудной клетки — 130 см,
- талия — 104 см,
- шея — 50 см,
- бицепс — 50 см,
- бедро — 72 см,
- голень — 56 см[3].

## Факты
- В 1912 году в Петербурге на большом международном чемпионате выиграл 10 матчей подряд, получил пятый приз. В Москве, выступая как «Чёрная маска», одержал 20 побед, в том числе над известными борцами Штренге, Мурзуком, Рогерсом. В Курске на крупном чемпионате Чуфистов одержал 13 побед подряд и потерпел одно поражение — от Клементия Буля, завоевав в итоге второе место[8].
- В некоторых городах боролся под фамилией «Кондукторов»[13][18].
- Один из его борцовских поединков судил знаменитый российский писатель Александр Иванович Куприн[8].
- Журналисты присвоили ему прозвище «Чернозёмный силач» из-за его сельского происхождения[19].
- С детства отличался невероятной силой. Выступал с цирковыми номерами: о его плечи гнули металлические балки, он рвал руками стальные цепи, держал на спине деревянный щит, на котором находился оркестр из 15 человек, и выполнял другие силовые номера[2][8].